# Vicente Bokalic Iglic
Vicente Bokalic Iglic, né le 11 juin 1952 à Lanús (Argentine), est un prélat catholique argentin, actuel archevêque de Santiago del Estero. Il est créé cardinal le 7 décembre 2024 par le pape François.

## Biographie
Vicente Bokalic Iglic est né le 11 juin 1952 à Lanús, dans la province de Buenos Aires. Il entre dans la Congrégation de la Mission (Lazaristes) en 1970. Il étudie la théologie au Colegio Máximo de San José à San Miguel et la théologie au séminaire de Buenos Aires. Il effectue ses vœux définitifs le 5 juin 1976 et est ordonné prêtre le 1er avril 1978.
Il est responsable de la pastorale des jeunes et des vocations du diocèse de Buenos Aires et vicaire paroissial pendant 2 ans. Il est ensuite formateur et économe de son ordre de 1983 à 1986 puis supérieur du séminaire de 1987 à 1990. De 1991 à 1993, il est à nouveau prêtre de paroisse. Il est ensuite envoyé en mission dans la Prélature territoriale de Deán Funes jusqu'en 1997, date à laquelle il devient supérieur du séminaire lazariste de San Miguel jusqu'en 2000. 
Entre 2000 et 2003, il est missionnaire dans le diocèse de Goya. De 2003 à 2009, il est supérieur provincial des lazaristes avant de redevenir prêtre de paroisse pendant quelques mois.
Le 15 mars 2010, le pape Benoît XVI le nomme évêque auxiliaire de Buenos Aires et évêque titulaire de Summa (de). Il reçoit la consécration épiscopale le 29 mai 2010 des mains du cardinal Jorge Mario Bergoglio, archevêque de Buenos Aires, assisté d'Andrés Stanovnik (en), archevêque de Corrientes et de Mario Aurelio Poli, évêque de Santa Rosa. 
Le 23 décembre 2013, le pape François le nomme évêque de Santiago del Estero. Le 22 juillet 2024, le pape élève le diocèse au rang d'archidiocèse et le nomme premier archevêque, lui conférant aussi le titre de primat d'Argentine, jusque là détenu par l'archevêque de Buenos Aires mais traditionnellement dévolu au diocèse le plus ancien du pays.
Le 6 octobre 2024, François annonce qu'il sera créé cardinal au cours d'un consistoire le 7 décembre 2024, en compagnie de 20 autres prélats. Il est créé avec le titre de cardinal-prêtre de Santa Maria Maddalena in Campo Marzio.
Le 11 janvier 2025, le pape le nomme membre de la Section des questions fondamentales concernant l'évangélisation dans le monde du Dicastère pour l'évangélisation.